# Kirkioestrus minutus
Kirkioestrus minutus är en tvåvingeart som först beskrevs av Rodhain och Joseph Charles Bequaert 1915.  Kirkioestrus minutus ingår i släktet Kirkioestrus och familjen styngflugor. Inga underarter finns listade i Catalogue of Life.